# Simboli di Marsala
I simboli di Marsala, città italiana della provincia di Trapani della regione Sicilia, sono:
- lo stemma;
- il gonfalone;
- e la bandiera,

così come riportato nello statuto comunale.

## Storia
Lo stemma è in uso e in vigore dal 2003 ed è stato approvato e concesso con decreto del presidente della Repubblica del 20 ottobre 2003. Lo stemma sostituisce uno precedente, riconosciuto con decreto del capo del governo del 13 dicembre 1928, su cui era raffigurata la Madonna della Cava, patrona principale e speciale protettrice della città di Marsala, e tale stemma è ancora raffigurato all'ingresso del municipio sito nel quartier spagnolo (quartiere militare spagnolo di Marsala).

## Descrizione araldica dello stemma
Lo stemma della città di Marsala è costituito da uno scudo sannitico di color azzurro raffigurante il busto del dio Apollo di profilo, con capelli color oro, con una corona d'alloro sulla testa, e che copre parzialmente una lira color oro. In alto la scritta centrata (cioè arcuata) LILYBAITAN, motto della città, reso graficamente ΛΙΛΥ ΒΑΙΤΑΝ. Lo scudo è timbrato da una corona turrita dorata simbolo delle città d'Italia, e circondato da un ramo d'alloro ed uno di quercia legati sotto lo scudo da un nastro tricolore (ornamenti esteriori da città).
Lo stemma della città è descritto nel D.P.R. del 20 ottobre 2003 e la blasonatura è ripresa nello statuto comunale di Marsala all'articolo 3, comma 4, del titolo I (Principi fondamentali):

### Caratteristiche
- Colori: azzurro, oro, rosso, verde
- Scudo: sannitico
- Ornamenti esteriori da città: corona turrita dorata (titolo di città d'Italia); un ramo d'alloro ed uno di quercia montati a corona, sostenuti da un nastro tricolore.
- Motto: LILYBAITAN (reso graficamente sullo stemma ΛΙΛΥ ΒΑΙΤΑΝ).

## Gonfalone
Il gonfalone di Marsala è il vessillo ufficiale della città di Marsala, è stato approvato e concesso con DPR 20.10.2003. Un gonfalone precedente era stato concesso con regio decreto decreto del 24 novembre 1933.

### Descrizione del gonfalone
La descrizione del gonfalone della città è così riportata dallo statuto comunale di Marsala all'articolo 3, comma 5, del Titolo I (Principi fondamentali):
ll gonfalone è riccamente ornato con ricami color oro.
Esso è decorato di medaglia d'oro al volor civile, concessa nel 1961 alla città di Marsala per i bombardamenti di Marsala dell'11 maggio 1943 da parte angloamericana e del quale causo la morte di mille persone per la stragrande maggioranza vittime civili. Tale decorazione è affissa su di esso in alto a destra.
L'utilizzo di esso è disciplinato dal regolamento del cerimoniale e utilizzo del gonfalone.

## Bandiera
La bandiera della città di Marsala è un altro simbolo identificativo ufficiale di Marsala, essa viene issata nelle sedi comunali.

### Caratteristiche e descrizione
Drappo rosso con lo stemma della città al centro.